# 萨尔塞 (萨莫拉省)
萨尔塞，是西班牙卡斯蒂利亚-莱昂萨莫拉省的一个市镇。 总面积35平方公里，总人口132人（2001年），人口密度4人/平方公里。